# Rejon orański
Rejon orański (lit. Varėnos rajono savivaldybė) – rejon w południowej Litwie.

## Ludność
Według Spisu Ludności z 2001 roku ok. 6,6% (2,067 tys.) populacji rejonu stanowili Polacy.

## Miejscowości
W rejonie orańskim jest 1 miasto, 2 miasteczka i 320 wsi.
- miasto:
  - Orany (Varėna)
- miasteczka:
  - Merecz (Merkinė)
  - Olkieniki (Valkininkai)
- większe wsie:
  - Matuzy (Matuizos)
  - Stare Orany (Sena Varėna)
  - Marcinkańce (Marcinkonys)
  - Przełaje (Perloja)

## Gminy
Terytorium rejonu jest podzielone na 8 gmin (w nawiasie podano ośrodek administracyjny):
- gmina Jakańce (Jakėnų seniūnija, Żylinki)
- gmina Koniawa (Kaniavos seniūnija, Ponacza)
- gmina Marcinkańce (Marcinkonių seniūnija, Marcinkańce)
- gmina Matuzy (Matuizų seniūnija, Matuzy)
- gmina Merecz (Merkinės seniūnija, Merecz)
- gmina Olkieniki (Valkininkų seniūnija, Olkieniki)
- gmina Orany (Varėnos seniūnija, Orany)
- gmina Widzieniańce (Vydenių seniūnija, Widzieniańce)